# Пилзен-град
Окръг Пилзен-град (на чешки: Okres Plzeň-město) е един от 7-те окръга на Пилзенския край на Чехия. Административен център е град Пилзен. Площта на окръга е 261,46 km2, а населението – 188 190 жители (2016 г.). В окръга има 15 общини, от които 2 имат статут на град – Пилзен и Стари Пилзенец. Код на окръга по LAU 1 – CZ0323.

## География
Окръгът е разположен в централната част на края. Граничи с окръзите Пилзен-юг, Пилзен-север и Рокицани на Пилзенския край.

## Градове и население
Данни за 2009 г.:
| Град           | Население |
| -------------- | --------- |
| Пилзен         | 174 584   |
| Стари Пилзенец | 4748      |

Град Стари Пилзенец е част от окръг Пилзен-град от 2007 г.; дотогава той влиза в състава на окръг Пилзен-юг.
| Общо            | Жени             | Мъже             |
| --------------- | ---------------- | ---------------- |
| 191 525 (100 %) | 97 702 (51,01 %) | 93 823 (48,99 %) |

По данните от 2009 г. средната гъстота е 707 души на km²; 93,63 % от населението живее в градове.

## Образование
По данни от 2003 г.:
| Вид училище                         | Брой училища |
| ----------------------------------- | ------------ |
| Детски градини                      | 49           |
| Начални училища                     | 31           |
| Гимназии                            | 6            |
| Средни училища и промишлени училища | 17           |
| Средни професионални училища        | 10           |
| Висши професионални училища         | 3            |

## Здравеопазване
По данни от 2003 г.:
| Лекари                                      | 1333 |
| Болници                                     | 5    |
| Специализирани заведения за лечение и отдих | 2    |
| Зъболекари                                  | 130  |
| Аптеки                                      | 44   |

## Транспорт
През окръга преминава част от магистрала D5 и първокласните пътища (пътища от клас I) I/19, I/20, I/26 и I/27. Пътища от клас II в окръга са II/180, II/183, II/203, II/231, II/233 и II/605.

## Реки
- Бероунка
- Мже
- Радбуза
- Ухлава
- Услава
- Клабава
- Валше